# SNCF BB 67400
Die dieselelektrischen Lokomotiven der Baureihe BB 67400 wurden zwischen 1969 und 1975 für die französische Staatsbahn SNCF gebaut. Sie basierten auf der 1963 eingeführten Baureihe BB 67000. Hersteller der 232 Exemplare waren Brissonneau & Lotz und Matériel de traction électrique (MTE). Am 6. Januar 1967 wurden sie geordert, die erste Maschine wurde am 14. August 1969 dem Bahnbetriebswerk Chambéry übergeben. Die BB 67632, die am 31. Oktober 1975 ausgeliefert wurde, war die letzte Diesellokomotive, die im 20. Jahrhundert an die SNCF übergeben wurde.

## Vorgeschichte
Die Baureihe BB 67000 wies keine Einrichtung zur Zugheizung auf, weshalb im Reisezugverkehr ein Heizwagen mitgeführt werden musste, dessen Kessel den benötigten Wasserdampf erzeugte. Das moderne Wagenmaterial der 1950er Jahre von Zügen wie dem Mistral benötigte hingegen Strom für die elektrische Heizung, den es von einem separaten Generatorwagen bezog. Um auf diese unwirtschaftliche Lösung bei weiteren Zügen mit elektrisch beheizten Wagen verzichten zu können, wurde 1965 zunächst die BB 67036 versuchsweise mit einem Drehstromgenerator mit Silizium-Gleichrichter ausgestattet. In der Folge wurden 20 weitere BB 67000 entsprechend umgebaut und von 1967 bis 1969 70 Maschinen (67301–67370) ab Werk mit dieser Technik ausgeliefert.

## Geschichte

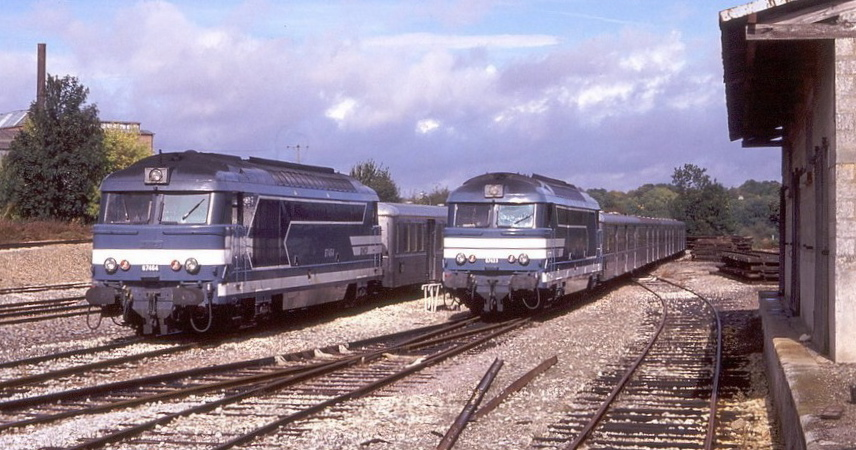
Zwei BB 67400 in ursprünglicher Lackierung, 1986

Im August 1969 wurde, unmittelbar nach der letzten BB 67300, bei Brissonneau & Lotz in Aytré die erste BB 67400 ausgeliefert, mit der sie einen großen Teil der Bauteile teilte. Matériel de traction électrique (MTE) und Oerlikon lieferten die neuen Drehgestelle des Typs Y217 und die elektrischen Anlagen, die Chantiers de l’Atlantique die thermischen Komponenten.
Mit der BB 67400 entstand die von der SNCF gewünschte Mehrzwecklokomotive für den Personen- und Güterverkehr. Die 232 gebauten, doppeltraktionsfähigen Maschinen stellten in den 2000er Jahren rund ein Drittel der dieselelektrischen Streckenloks der SNCF dar. Zunächst standen sie im Schatten der stärkeren und schnelleren Maschinen der Baureihe CC 72000. Als Doppeltraktion eingesetzt waren sie jenen jedoch in Sachen Zugkraft und Beschleunigung überlegen, und ihre elektrischen Anlasser machten sie wintertauglicher.
Dank ihrer Vielseitigkeit, ihrer Zuverlässigkeit und des vergleichsweise günstigen Unterhalts wurden die Maschinen praktisch in ganz Frankreich eingesetzt. Sie kamen häufig über die Grenzen ins benachbarte Ausland, auch auf elektrifizierten Strecken. Für Einsätze nach Deutschland und in die Schweiz wiesen sie ein drittes Spitzenlicht auf. Da die SNCF mehr als 30 Jahre lang keine neuen Streckendieselloks beschaffte, waren sie bis zur Ankunft der ersten BB 75000 im Jahr 2008 im Güterverkehr unentbehrlich. Danach beschränkte sich ihr Einsatz mehr und mehr auf Intercités mit Corail-Wagen und TER-Regionalzüge.
Anfang Dezember 2015 waren noch 134, am 31. Dezember 2016 noch 119 Maschinen in Betrieb. Sie werden in verschiedenen Sparten der SNCF eingesetzt, darunter im Güterverkehr Fret SNCF, im Nahverkehrsbereich TER und im Pariser Vorortverkehr (Transilien). Am 1. Juni 2019 waren noch genau 100 Stück betriebsbereit.
Die BB 67613 wurde im Januar 2019 umlackiert, die ursprünglich blauen Flächen sind nun rot. Die Maschine soll künftig als Zuglok für Reisezugwagen dienen, die anlässlich des Jubiläums der Einführung des Schnellzugs Le Capitole vor 50 Jahren entsprechend lackiert werden. Zugloks des damaligen Capitole waren allerdings Elektrolokomotiven der Baureihe BB 9200, von denen sechs einen roten Anstrich erhielten.

## Beschreibung
Die BB 67400 waren von vornherein mit einem Generator für die elektrische Zugheizung ausgestattet. Auf die Umschaltbarkeit des Getriebes zwischen einem Güterzug- und einem Reisezugmodus wie bei der BB 67000 wurde bei der BB 67400 verzichtet. Die Baureihe erhielt neuentwickelte Drehgestelle, neuartige Sekundärfederungen sowie andere Fahrmotoren und Bremsen. Zum besseren Schutz des Triebfahrzeugführers bei einem Aufprall wurde der Führerstand mit einem 6 mm starken Stahlschild verstärkt.
Der Dieselmotor des Typs S.E.M.T. Pielstick 16 PA 4 ist mit dem der Baureihe BB 67000 identisch, seine Leistung wurde wie bei deren Unterbauart BB 67300 mittels eines Turboladers auf 1765 kW angehoben. Dieselmotor und Turbolader sind wassergekühlt, die Luft für den Kühler wird durch seitliche Öffnungen hinter dem Führerstand 2 angesaugt. Deren Lamellen deckten sich ursprünglich nicht mit den Einlassöffnungen, sondern gingen aus optischen Gründen weit über jene hinaus. Die beiden Drehgestelle entsprechen denen der Elektrolokomotivbaureihe BB 15000, jedes weist einen Elektromotor des Typs CTS 66.43.4 auf.
Die Chromzierleisten, die bei der Baureihe BB 67000 die breite weiße Bauchbinde am Führerstand 1 flankierten und teilten, wichen zwei parallelen Streifen. Das bislang an den Stirnfronten angebrachte runde Logo der SNCF wurde durch ein waagrechtes Akronym ersetzt.

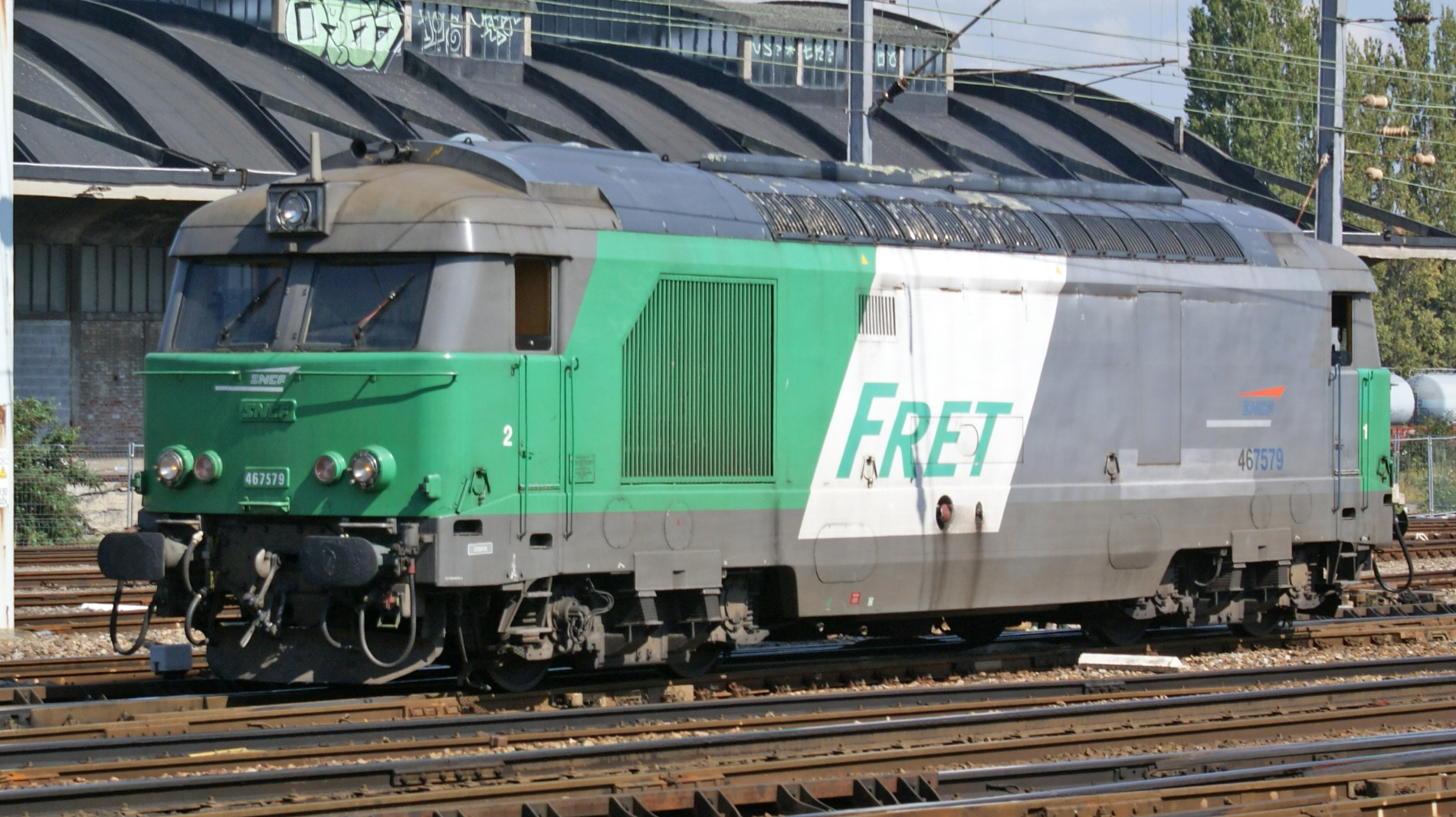
BB 67579 in der Güterzuglackierung „Fret“, gut erkennbar ist die tatsächliche Dimension der Lufteinlässe
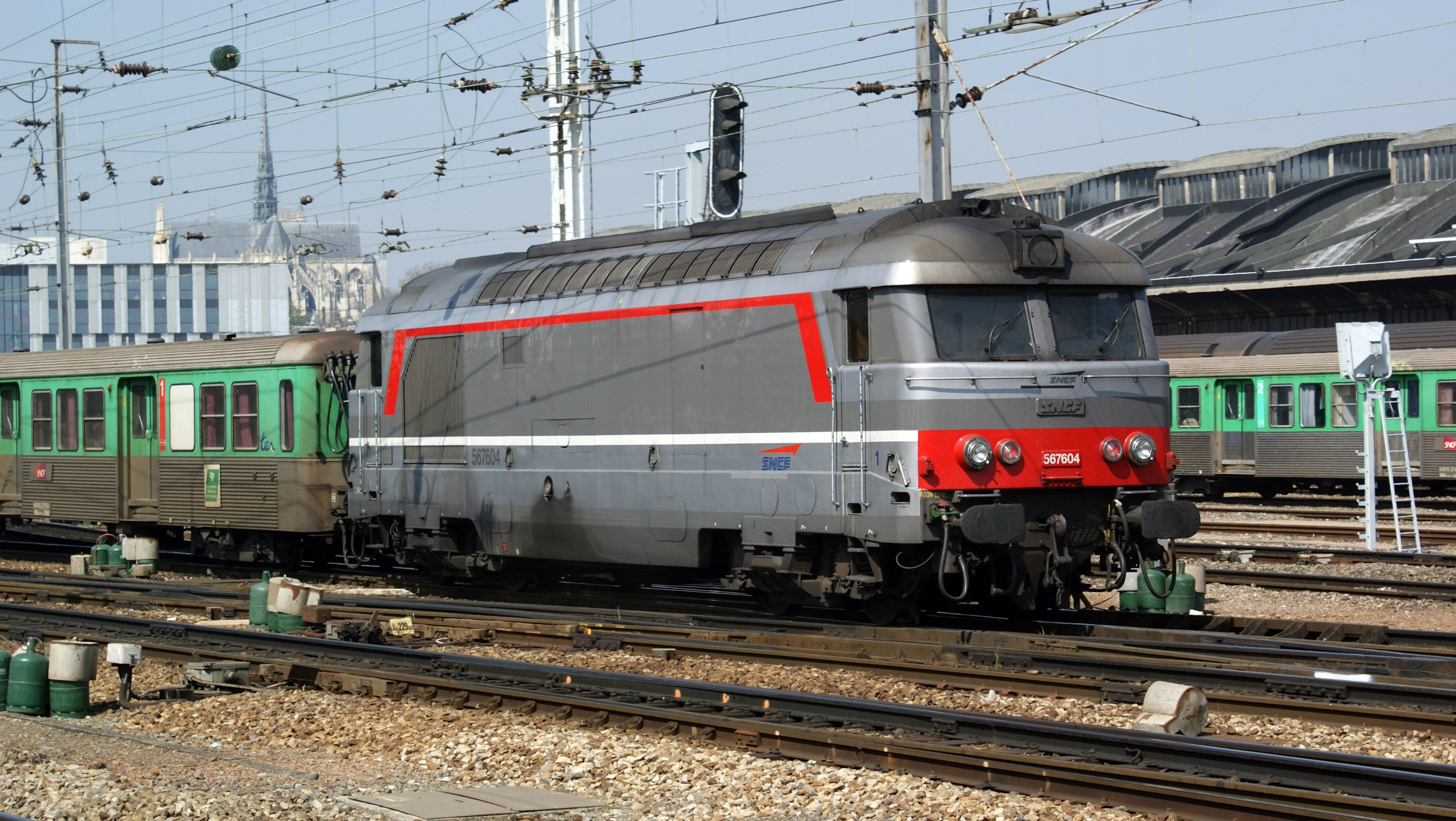
BB 67604 in Amiens, Lackierung „Multiservices“, 2010
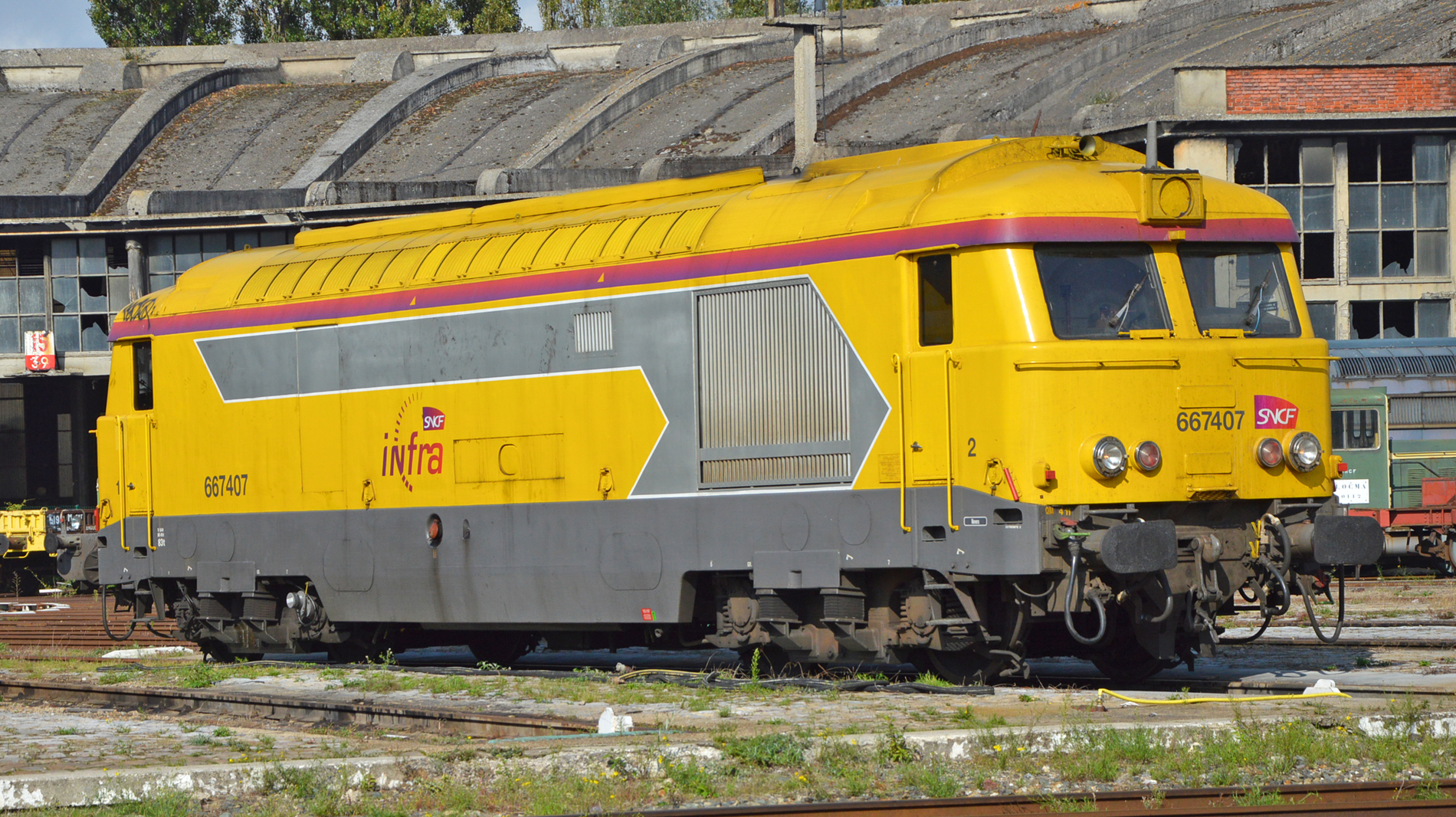
BB 67407 in der Lackierung der Eisenbahninfrastrukturabteilung „Infra“
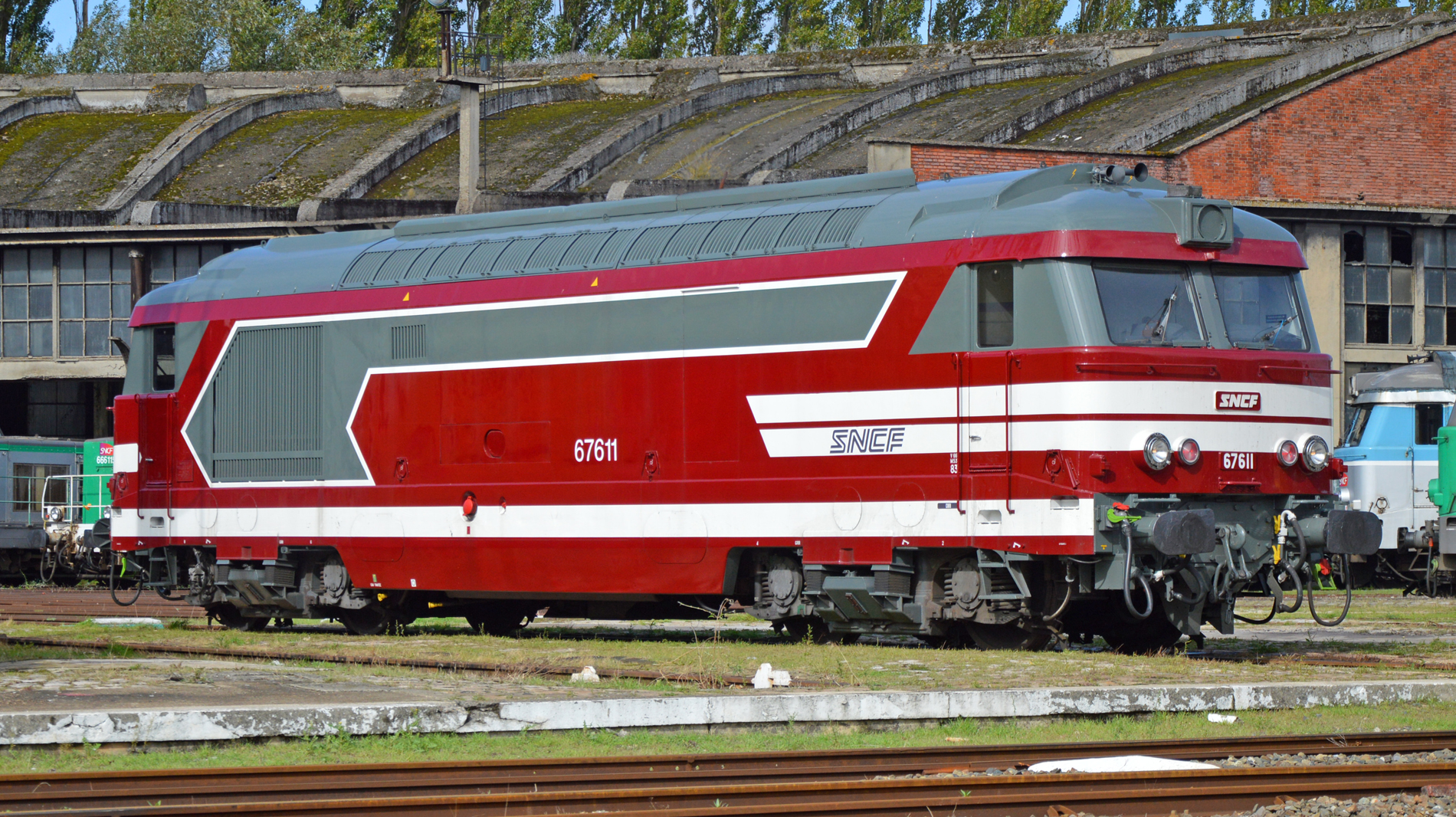
BB 67611 in der „Le Capitole“-Farbgebung des Jahres 2019